# Ryszard Wójcicki
Ryszard Wójcicki (ur. 25 kwietnia 1927) – polski funkcjonariusz służb specjalnych, pułkownik Milicji Obywatelskiej.
Członek PPS od 5 sierpnia 1948.
We wrześniu – listopadzie 1945 rusznikarz w KM MO w Szczecinie, od 1947 był księgowym w Zakładach Mechanicznych „Ursus”, od lipca 1950 – inspektor w Ministerstwie Komunikacji PRL.
W organach bezpieczeństwa PRL od 25 marca 1951. Rozpoczął służbę w Departamencie VIII (transport i łączność) MBP PRL jako referent, następnie starszy referent. Od 15 października 1953 w Departamencie Łączności MBP - Zarządzie Łączności Ministerstwa Spraw Wewnętrznych PRL, od 28 listopada 1956 - naczelnik sekcji planowania wydziału zabezpieczenia technicznego tego departamentu.   
Następnie zajmował stanowiska::
- Naczelnik Wydziału Zarządu Łączności Ministerstwa Spraw Wewnętrznych PRL (1 marca 1959 – 15 października 1961);
- Zastępca Dyrektora Departamentu Łączności Ministerstwa Spraw Wewnętrznych PRL (15 października 1961 – 1 listopada 1964);
- Starszy Inspektor Wydziału IV Departamentu IV Ministerstwa Spraw Wewnętrznych PRL (1 listopada 1964 – 1 listopada 1967);
- Zastępca Naczelnika Wydziału IV Departamentu IV Ministerstwa Spraw Wewnętrznych PRL (1 listopada 1967 – 1 czerwca 1971);
- Naczelnik Wydziału IV Departamentu IV Ministerstwa Spraw Wewnętrznych PRL (1 czerwca 1971 – 1 października 1972);
- Zastępca Komendanta Akademii Spraw Wewnętrznych ds. nauki (1 października 1972 – 13 lipca 1973);
- Zastępca Dyrektora Departamentu IV Ministerstwa Spraw Wewnętrznych PRL (14 lipca 1973 – 15 marca 1979);
- Zastępca Dyrektora Biura „W” (od listopada 1981 - Służby Wsparcia Operacyjnego) Ministerstwa Spraw Wewnętrznych PRL (15 marca 1979 r. - 16 czerwca 1989 r.);

Na emeryturze od lutego 1990. Ostatni stopień - pułkownik.